# Peter de Villiers

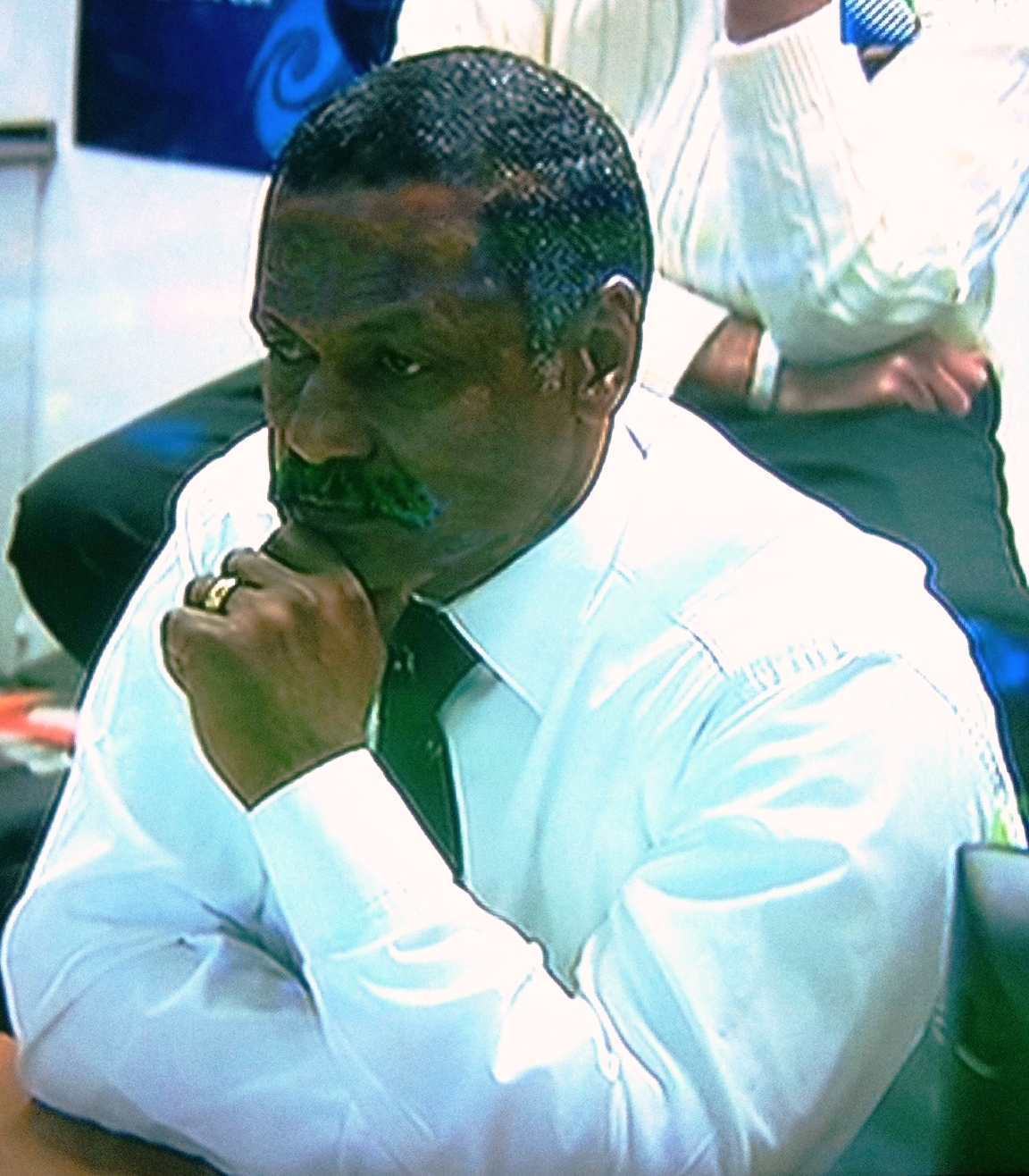
de Villiers en 2011.

Peter de Villiers (Paarl, 3 de junio de 1957) es un entrenador de rugby union y político sudafricano. Es el primer técnico negro en toda la historia de los Springboks, a los que entrenó de 2007 a 2011.

## Carrera
Jugó de medio scrum durante la era del apartheid.
Entrenó al club amateur Tygerberg en 1996 y 1997, y al Western Province Disas en 1997. En 1998, disfrutó de sus primeros nombramientos importantes como entrenador asistente de Western Province en la Currie Cup y también de la selección nacional sub-19 de Sudáfrica, que ocupó el tercer lugar en el Campeonato Mundial de Rugby Sub-19 de 1999.

### Años 2000
Llevó a los Falcons a través de las campañas de la Currie Cup de 2002 y 2003 antes de pasar a entrenar al equipo nacional de rugby sub-21 de Sudáfrica entre 2004 y 2006. En el Campeonato Mundial de Rugby Sub-21 de 2004, Sudáfrica terminó tercera, pero ganó en 2005 y quedó en segundo lugar en 2006. En 2007, De Villiers fue nombrado entrenador de los Emerging Springboks y los llevó al título de la Copa de Naciones de 2007.

## Springboks
Tras la conclusión del mandato de Jake White, después de la victoria en Francia 2007, De Villiers fue preseleccionado para reemplazarlo junto con Heyneke Meyer y resultó elegido; convirtiéndose en el primer entrenador no blanco en toda la historia del seleccionado. El presidente de la Unión Sudafricana de Rugby (SARU) reveló que sus méritos deportivos no fueron la única motivación: «Hemos hecho el nombramiento y hemos tenido en cuenta el tema de la transformación cuando lo hicimos. No creo que eso empañe a Peter; solo estoy siendo honesto con nuestro país».
El nombramiento no fue recibido con elogios, Gert Smal y Eugene Eloff se negaron a ser sus asistentes; y Corné Krige dijo: «Tenemos siete años de escasez por delante». De Villiers logró convencer a John Smit de que se quedara como capitán y consiguió a Gary Gold y Dick Muir como sus asistentes.
En su primera selección, 16 de los 42 jugadores fueron no blancos (45 %) y expulsó a Ricky Januarie por razones disciplinarias. En las pruebas de mitad de año obtuvo dos victorias contra los Dragones rojos (43-17 y 37-21) y una contra Italia (26-0).

Tras la derrota 19–8 a manos de los All Blacks, De Villiers los acusó de hacer trampa. Varios meses después, en una entrevista con SA Sports Illustrated, declaró:
Conozco el juego. Técnicamente, soy muy fuerte. Cuando dije que los All Blacks hicieron trampa en la primera prueba en Wellington, tomé algunas de las cosas técnicas que hicieron mal en los scrums y como jugaron fuera de las leyes y como las usaron con buenos resultados. También recogí que, en vez de pararse a un metro de distancia en los line-outs, se paraban a metro y medio para que no pudiéramos competir; y cualquier cosa fuera de cualquier ley es hacer trampa.
En abril de 2009 expresó su sorpresa porque los capitanes de Escocia, Gales e Inglaterra habían quedado fuera del equipo de los Leones para la gira a Sudáfrica. El 27 de junio, luego que Sudáfrica derrotara a los Leones en la segunda prueba, De Villiers atrajo críticas cuando defendió a su ala Schalk Burger de los cargos de picar los ojos, a pesar de la clara evidencia televisiva que mostraba que la ofensa había ocurrido. Dijo: «No creo que debería haber sido una tarjeta en absoluto. Para mí y para todos, esto es el deporte. Incluso después de que Burger recibiera una suspensión de 8 semanas por parte del IRB el 29 de junio, De Villers continuó defendiéndolo y dijo: «He visto las imágenes de televisión y todavía estoy convencido de que nada de lo que hizo fue a propósito. Es un hombre honorable, nunca tuvo la intención de ir a los ojos de nadie». Sin embargo, más tarde ese mismo día, después de una reunión con SARU, se disculpó y dijo: «Nunca fue mi intención sugerir que tolerara el juego sucio. Es lo último que haría y me disculpo por esa impresión.» Su disculpa tardía no puso fin a la controversia, con numerosas figuras en el rugby internacional que continuaron criticándolo, incluido el jugador de los Leones Brian O'Driscoll, quien dijo: «Escuchar al entrenador de Sudáfrica hablar de que los picores son parte del juego fue repulsivo e independientemente de la disculpa que haya presentado, esencialmente está desacreditando el juego».
Luego de la derrota 11–9 contra Australia en los cuartos de final, confirmó que no renunciaría, sino que cumpliría el resto de su contrato hasta diciembre y no renovaría: «Lo disfruté. Estaba en una posición privilegiada para poder contribuir con mi país. El rugby sudafricano está en buen estado y seguirá adelante después de esto».

### Comentarios y controversia
Es conocido por sus comentarios bastante coloridos, que lo han metido en problemas en muchas ocasiones.

Uno de sus comentarios más polémicos presentó un tono decididamente racial. En junio de 2009, poco después de la primera prueba ante los Lions, fue citado diciendo:

Lo que he aprendido en Sudáfrica es que si llevas tu auto a un garaje donde el dueño es un hombre negro y se equivoca, entonces nunca volverás a ese garaje. Si el dueño es un hombre blanco, dices: 'ah, cometió un error', y vuelves.

En junio de 2009, poco después de la segunda prueba contra los Leones, Schalk Burger recibió una prohibición de ocho semanas por golpear a Luke Fitzgerald. De Villiers protestó: «el rugby es un deporte de contacto y también lo es el baile». Continuó diciendo:

¿Por qué no vamos a la tienda de ballet más cercana, conseguimos algunos tutús y ponemos en marcha una tienda de baile? (Entonces habrá) sin rasguños, sin abordajes, sin nada y lo disfrutaremos!

Los comentarios finalmente culminaron en una reprimenda del ministro sudafricano de Deportes, Makhenkesi Stofile, quien dijo «De Villiers debe mantener la boca cerrada y sobria».
En 2011 De Villiers recibió muchas críticas, especialmente de los neozelandeses por los comentarios que hizo sobre el jugador estrella Sonny Bill Williams: «su juego orientado a la descarga son tonterías y es un mal ejemplo para los niños que pierden el tiempo tratando de imitarlo».
El pilar de los Springbok, Tendai Mtawarira, ha cuestionado si el exseleccionador era competente para el puesto en su autobiografía «Beast».

### Récord
Los Springboks ganaron 30 de las 48 pruebas bajo su mando. Es el primer entrenador desde Nelie Smith que ha asegurado una victoria en la serie sobre los Leones Británicos e Irlandeses.
El porcentaje de victorias del 62.5 % incluye un porcentaje de victorias del 47 % contra los All Blacks, habiéndolos jugado 11 veces y perdiendo 6 partidos, uno de los cuales fue 40-7. Una derrota récord en su momento. Es el primero desde Nick Mallet, en tener un récord de victorias del 100 % sobre ellos en un solo año (2009).

## Zimbabue
En febrero de 2018 fue contratado por Zimbabue, un contrato de dos años y un salario de R115 000 por mes, con el objetivo de que el país volviera a la Copa Mundial por primera vez desde Inglaterra 1991. La selección no solo no logró llegar a Japón 2019, sino que casi descendió del primer nivel de la Copa África y por eso fue despedido en mayo de 2019.